# U.S. Route 93
U.S. Route 93 is een U.S. Route-autoweg in het westen van de Verenigde Staten. Ze loopt van Wickenburg (Arizona) in het zuiden tot in Lincoln County (Montana) in het noorden, aan de Canadese grens. In Canada gaat de weg verder als British Columbia Highway 93. De snelweg verbindt onder andere de steden Phoenix en Las Vegas, de twee grootste steden in de VS die niet verbonden zijn door een Interstate highway. In 2012 werd federale wetgeving goedgekeurd om dat traject te vervangen door een heuse snelweg met meerdere rijstroken, Interstate 11.
1 ·
2 ·
3 ·
4 ·
5 ·
6 ·
7 ·
8 ·
9 ·
10 ·
11 ·
12 ·
13 ·
14 ·
15 ·
16 ·
17 ·
18 ·
19 ·
20 ·
21 ·
22 ·
23 ·
24 ·
25 ·
26 ·
27 ·
28 ·
29 ·
30 ·
31 ·
32 ·
33 ·
34 ·
35 ·
36 ·
37 ·
38 ·
39 ·
40 ·
41 ·
42 ·
43 ·
44 ·
45 ·
46 ·
48 ·
49 ·
50 ·
51 ·
52 ·
53 ·
54 ·
55 ·
56 ·
57 ·
58 ·
59 ·
60 ·
61 ·
62 ·
63 ·
64 ·
65 ·
66 ·
67 ·
68 ·
69 ·
70 ·
71 ·
72 ·
73 ·
74 ·
75 ·
76 ·
77 ·
78 ·
79 ·
80 ·
81 ·
82 ·
83 ·
84 ·
85 ·
87 ·
89 ·
90 ·
91 ·
92 ·
93 ·
94 ·
95 ·
96 ·
97 ·
98 ·
99 ·
101 ·
131 ·
163 ·
199 ·
340 ·
400 ·
412 ·
425